# Jean-Baptiste Mac Nemara

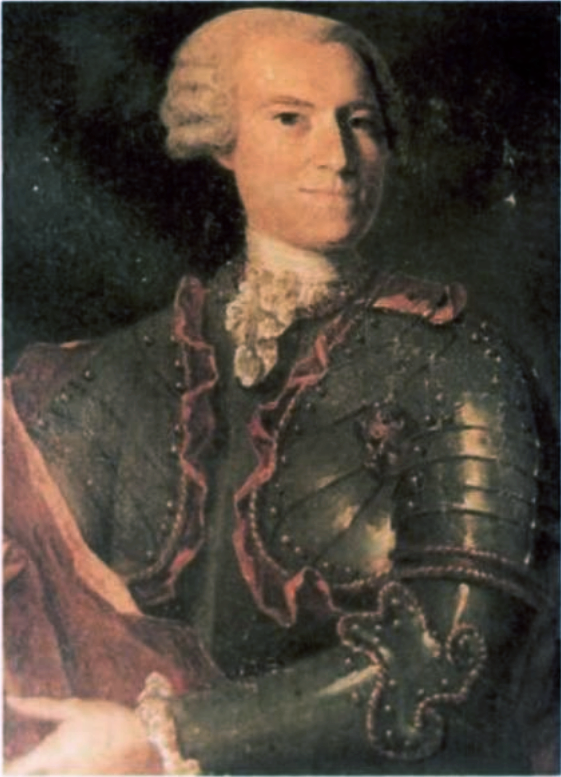
Jean-Baptiste Mac Nemara

Jean-Baptiste Mac Nemara, Baron du Mung, Seigneur de la Rochecourbon, Tourfou, Moullet et autres lieu
(* 1687 oder 1688; † 18. Oktober 1756 in Rochefort, Frankreich) war ein französischer Seeoffizier irischer Abstammung. Er amtierte kurzzeitig als Vice-amiral de France und Kommandeur der Flotte du Ponant. Durch Erbschaft wurde er zu einem vermögenden Immobilien- und Plantagenbesitzer und kam so auch in den Besitz von Sklaven.

## Biografie

### Herkunft und Familie
Mac Nemara war der Sohn von Jean Mac Nemara († 1732), einem irischen Edelmann und jakobitischen Flüchtling, der aus Limerick stammte und sich zunächst in Lorient niederließ, und von Catherine Saint-Jean († 1774). Aus dieser Verbindung gingen zwei Söhne hervor.
Sein Bruder, Claude Matthieu Mac Nemara, schlug ebenfalls eine Karriere in der französische Marine ein und beendete seine Karriere im Rang eines Capitaine de Vaisseau (Kapitän zur See) und Ritters des Ordre royal et militaire de Saint-Louis.
Im Jahr 1713 heiratete Jean-Baptiste in Nantes in der Kapelle des Château des Dervallières Julienne Stapleton, die reiche Erbin von Jean I. Stapleton, einem weiteren eingewanderten Iren, der sich in Nantes niedergelassen hatte. Sein Schwiegervater war Besitzer von Plantagen in Saint-Domingue, die Mac Nemara schließlich nach dem Tod seiner Frau 1748 erbte.
Am 25. August 1754 heiratete Mac Nemara zum zweiten Mal. Seine zweite Frau war Marie-Catherine Larcher, selbst die Witwe von André Martin de Poinsable, dem ehemaligen Gouverneur von Martinique. Auch sie brachte umfangreichen Grundbesitz mit in die Ehe. Weiterhin ist dokumentiert, dass sie auch vier ihr gehörende Sklaven, Tarquin (25 Jahre alt), Bengal (14 Jahre alt), Magloire (22 Jahre alt) und Henriette (19 Jahre alt), aus Martinique mit nach Frankreich brachte, obwohl Sklavenbesitz in Frankreich verboten war.

### Marinekarriere
Als Page des Herzogs von Bourbon trat Mac Nemara 1708 im Rang eines Gardemarin in die französische Marine ein. 1710 begab er sich auf Du Clercs Expedition gegen Rio de Janeiro auf dem Schiff L’Atalante. Am 19. September 1710 wurde er verwundet und gefangen genommen, 1712 freigelassen und zum Fregattenkapitän befördert. 1713, zum Zeitpunkt seiner ersten Heirat, war Jean-Baptiste Mac Nemara Lieutenant de frégate, Fähnrich einer Marinekompanie und Beauftragter für die Versorgung der Marine im Arsenal von Rochefort.
1721 wurde er Fähnrich (Enseigne de vaisseau) und zeichnete sich während mehrerer Feldzüge in Westindien in den Jahren von 1727 bis 1744 aus, was ihm 1734 die Beförderung zum Leutnant einbrachte.
1745 war er als Kommandeur der Marinegarde in Rochefort tätig. 1748 wurde er zum Chef d’escadre (Konteradmiral) ernannt und 1750 zum Kommandeur des ersten Erprobungsgeschwaders (escadre d’évolution avant) ernannt, bevor er 1752 zum Lieutenant-général (Vizeadmiral) befördert wurde.
Er war von 1751 bis 1756 Kommandeur der Marine in Rochefort und befehligte 1755 ein Geschwader aus sechs Linienschiffen und drei Fregatten, um Verstärkungen unter Emmanuel-Auguste Cahideuc Dubois de La Motte nach Neufrankreich im heutigen Kanada zu transportierten.
Am 17. Oktober 1756 wurde er zum Vice-amiral de France und Kommandeur der Flotte du Ponant ernannt, eine Ehrenposition, die er nur kurze Zeit innehatte, da er bereits am Tag nach seiner Ernennung verstarb. Er wurde in dieser Position durch den Grafen von Brienne ersetzt.

### Grundbesitz
Mit den Einnahmen aus den bedeutenden Kolonialplantagen, deren Besitzer er dank seiner beiden Ehen wurde, erwarb er im Laufe der Jahre ein bedeutendes Immobilienportfolio.
1719 kaufte er für 4.500 Livres ein Haus in Rochefort in der Rue des Fonderies (heutige Rue de la République). Dann, um 1730, baute er in derselben Straße ein privates Herrenhaus. Die Fassade dieses Gebäudes in der Rue de la République 56 wurde 1770 vom Architekten Giovanni Antonio Berinzago umgestaltet. Es wurde 1789 von der Familie Mac Nemara verkauft.

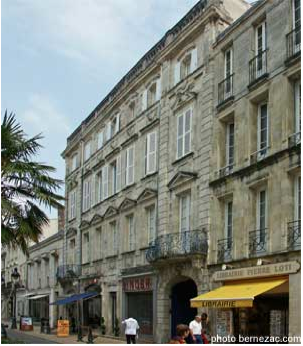
Hauptfassade
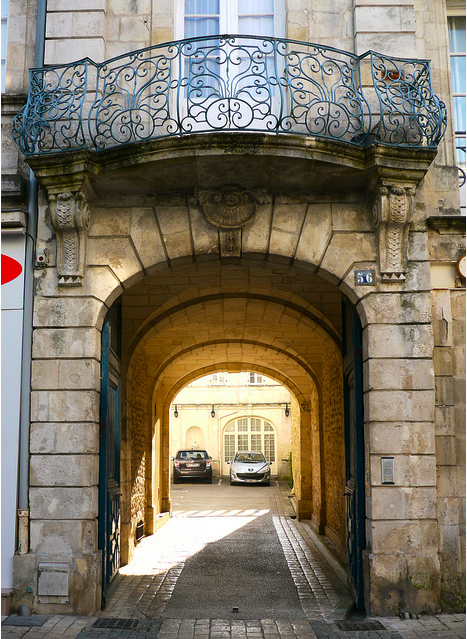
Veranda
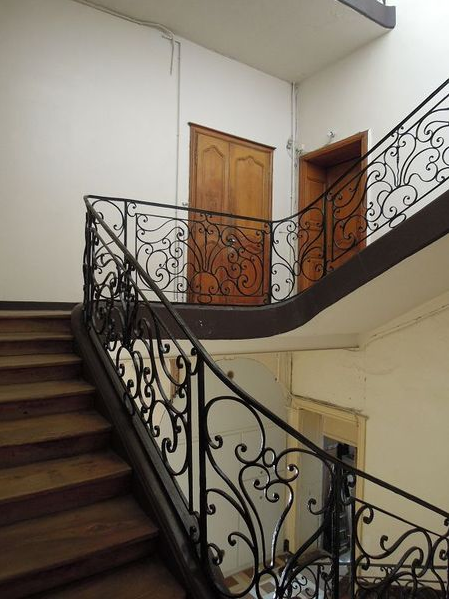
Treppe
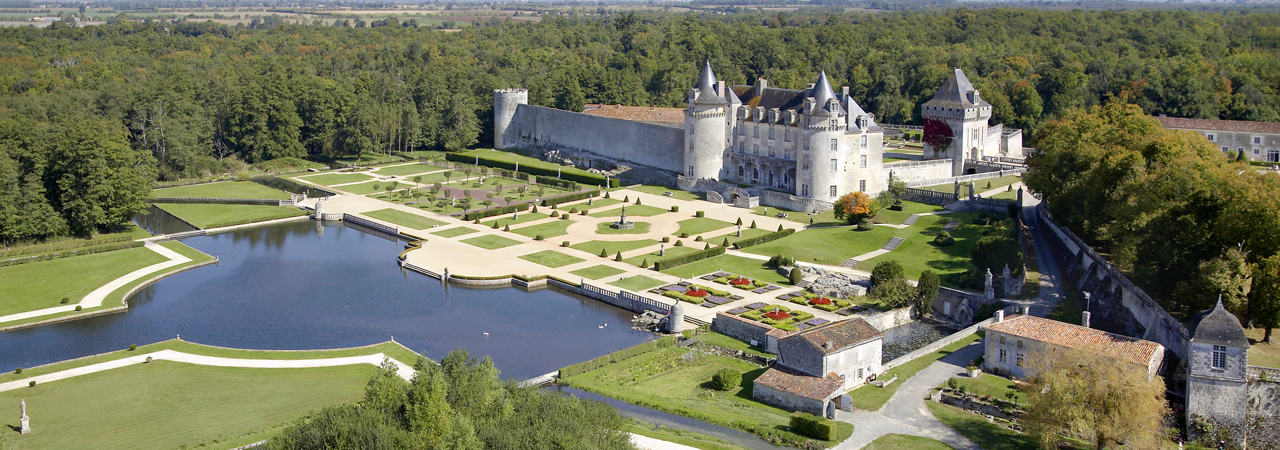
Château de la Roche-Courbon

1747 kaufte er das Château du Mung in der Nähe von Saint-Savinien-sur-Charente.
Schließlich kaufte er 1756, kurz vor seinem Tod, das Château de la Roche-Courbon in Saint-Porchaire für die Summe von 130.000 Livres.

## Beteiligung an Sklaverei
Durch seine beiden Ehen mit Töchtern von Kolonisten besaß Mac Nemara Plantagen in Santo Domingo und Martinique. Auch wenn die Sklaverei auf französischem Boden seit dem Edikt von 1315 verboten war, erlaubten ihm Ausnahmeverordnungen, mehrere Sklaven in seinen persönlichen Diensten in Rochefort zu haben.